# Anna Wintour Costume Center
L'Anna Wintour Costume Center è un'ala del Metropolitan Museum of Art che ospita la collezione del Costume Institute. Il centro prende il nome da Anna Wintour, attuale redattrice capo di Vogue, direttrice artistica di Condé Nast e presidente dell'annuale Met Gala del museo (spesso chiamato "Met Ball") dal 1995. Il centro venne finanziato da Lizzie e Jonathan Tisch. Da agosto 2017, il curatore è Andrew Bolton.
Il centro venne ufficialmente aperto dalla First Lady degli Stati Uniti Michelle Obama il 5 maggio 2014. All'inaugurazione parteciparono diversi stilisti e celebrità, tra i quali Sarah Jessica Parker, Diane von Fürstenberg, Tory Burch, Zac Posen, Ralph Lauren e Donatella Versace.

## Storia
Nel 1902, le filantrope Irene e Alice Lewisohn iniziarono a fare volontariato presso la Henry Street Settlement House di New York, un centro comunitario che forniva servizi sociali e assistenza sanitaria alle famiglie di immigrati. Alice, che recitava lei stessa in opere teatrali, iniziò a lavorare come insegnante di recitazione, mentre Irene si dedicò alle produzioni di danza. Nel 1914, le sorelle acquistarono un lotto all'angolo tra la Grand e Pitt Street e lo donarono alla Settlement per la costruzione di un nuovo teatro, il Neighbourhood Playhouse, che fu inaugurato nel 1915. Nel 1920, il teatro impiegava attori professionisti ed era noto per le produzioni sperimentali e la sua rivista The Grand Street Follies. La scenografa Aline Bernstein svolse l'apprendistato lì, dal 1915 al 1924, disegnando costumi e scenografie.

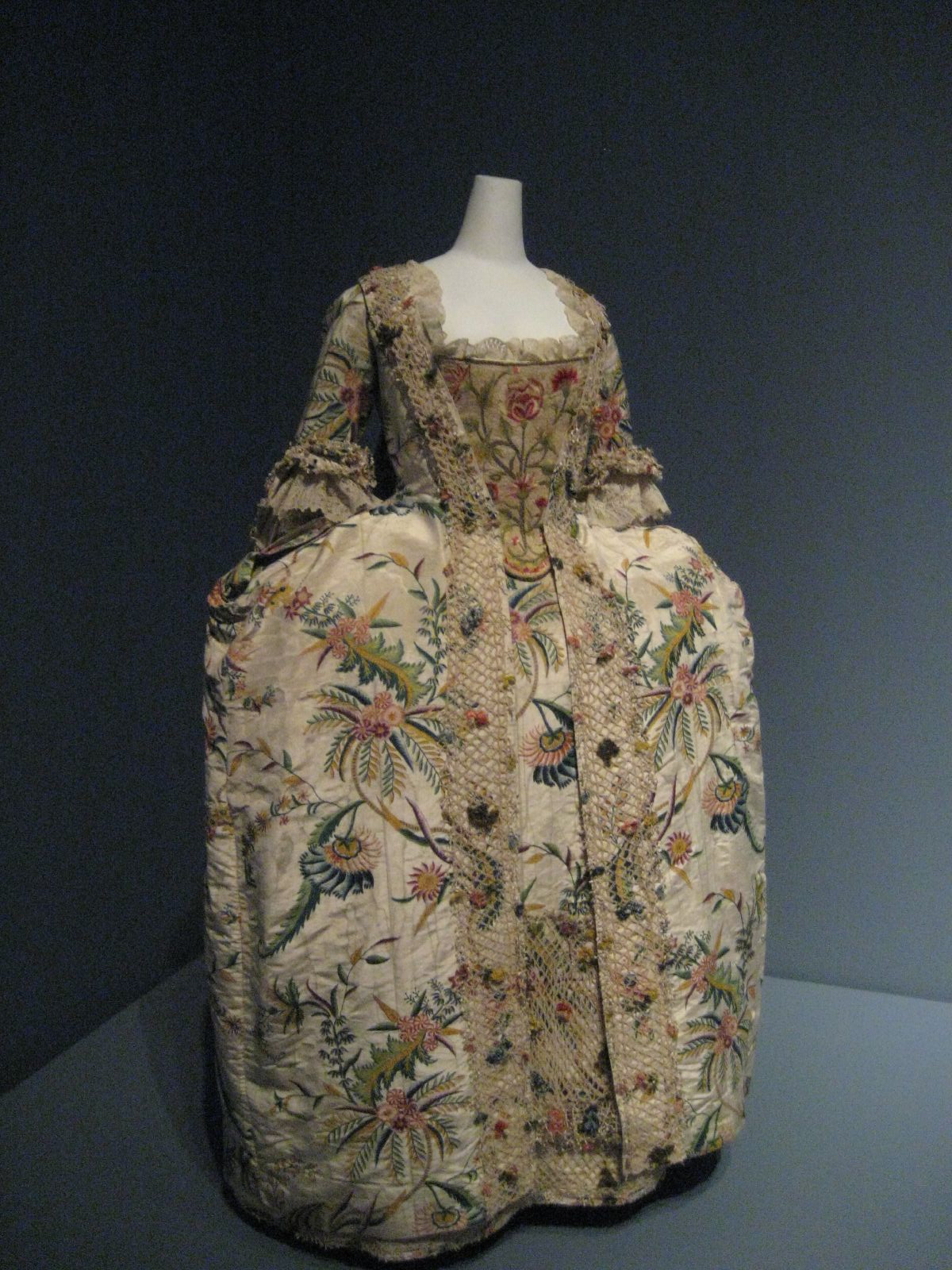
Robe à la française (1740), in una delle mostre al Costume Institute

The Playhouse chiuse nel 1927, ma la compagnia continuò a produrre spettacoli a Broadway sotto la direzione di Helen F. Ingersoll. Nel 1928, con Rita Wallach Morganthau, i Lewisohn fondarono la Neighbourhood Playhouse School of the Theatre a East 54th Street, che diventò una scuola per attori; agli studenti fu offerto un programma di due anni di recitazione e danza per diventare professionisti.
Durante gli anni di gestione della scuola di teatro e della produzione di opere teatrali, iniziò ad essere acquisito materiale sulla recitazione, la produzione teatrale e la progettazione di costumi, design e scenografie. Nel 1937, Irene Lewisohn aprì una sede per questa biblioteca - il Museum of Costume Art, sulla Fifth Avenue - dove Aline Bernstein fu la prima presidente e Polaire Weissman il primo direttore esecutivo. Nel 1946 il museo si trasferì al primo piano del Metropolitan Museum of Art, diventando The Costume Institute. Nel 1959 divenne un dipartimento del museo e il Met è ora sede della Irene Lewisohn Costume Reference Library.
Dal 1946, con l'aiuto della pubblicista di moda Eleanor Lambert, l'istituto ospita l'annuale Met Gala, per raccogliere fondi per le spese operative.
Nel 2008, l'American Costume Collection del Brooklyn Museum confluì nel Costume Institute, un programma di riduzione dei costi, nato dopo anni di stretta collaborazione tra le due organizzazioni. La collezione del museo di Brooklyn, più antica, fu formata da donazioni private di ex personalità dell'alta società di New York, a cominciare dalla donazione nel 1903 di un abito in crêpe crema del 1892 indossato da Kate Mallory Williams al suo diploma al Brooklyn Heights Seminary. Prima del trasferimento, furono digitalizzati 23.500 oggetti della collezione Brooklyn, immagini condivise ora da entrambe le organizzazioni. Al momento della fusione, la collezione di costumi del Met comprendeva 31.000 oggetti dal XVII secolo in poi. La mostra di apertura nel 2014 presentava il lavoro del designer di origine britannica Charles James, una figura importante nella moda newyorkese degli anni Quaranta e Cinquanta e il cui lavoro è nella collezione Brooklyn.
L'8 settembre 2015, venne annunciato che Harold Koda si sarebbe dimesso dalla posizione di curatore responsabile del Costume Institute. Al posto suo venne annunciato Andrew Bolton, entrato a far parte del Costume Institute nel 2002 come curatore associato e nominato curatore nel 2006.
Nel maggio 2017, il Costume Institute ospitò una mostra con le opere di Rei Kawakubo / Comme des Garçons, la prima mostra del Costume Institute, dopo quella su Yves Saint Laurent del 1983, incentrata su un designer vivente.

## Mostre
- Fashion Plate (ottobre 1971 – gennaio 1972)[17]
- Untailored Garments (gennaio – luglio 1972)[18][19]
- The World of Balenciaga (marzo – settembre 1973)[20]
- Romantic and Glamorous Hollywood Design (novembre 1974 – agosto 1975)[21]
- American Women of Style (dicembre 1975 – agosto 1976)[22]
- The Glory of Russian Costume (dicembre 1976 – agosto 1977)[23][24]
- Vanity Fair: A Treasure Trove (dicembre 1977– settembre 1978)[25][26]
- Diaghilev: Costumes and Designs of the Ballets Russes (novembre 1978 – giugno 1979)
- Fashions of the Habsburg Era: Austria-Hungary (dicembre 1979 – agosto 1980)[27]
- The Manchu Dragon: Costumes of China, the Chi'ng Dynasty (dicembre 1980 – agosto 1981)
- The Eighteenth-Century Woman (dicembre 1981 – settembre 1982)[28][29]
- Le Belle Époque (dicembre 1982 – settembre 1983)[30]
- Yves Saint Laurent: 25 Years of Design (dicembre 1983 – settembre 1984)[31]
- Man and the Horse (dicembre 1984 – settembre 1985)[32]
- Costumes of Royal India (dicembre 1985 – agosto 1986)[33]
- Dance (dicembre 1986 – September 1987)[34]
- In Style: Celebrating Fifty Years of the Costume Institute (novembre 1987 – aprile 1988)[35]
- From Queen to Empress: Victorian Dress 1837–1877 (dicembre 1988 – aprile 1989)[36]
- The Age of Napoleon: Costume from Revolution to Empire, 1789–1815 (dicembre 1989 – aprile 1990)
- Théâtre de la Mode – Fashion Dolls: The Survival of Haute Couture (dicembre 1990 – aprile 1991)
- Gala held, but no concurrent costume exhibition[37]
- Fashion and History: A Dialogue (dicembre 1992 – marzo 1993)[38]
- Diana Vreeland: Immoderate Style (dicembre 1993 – marzo 1994)[39]
- Orientalism: Visions of the East in western dress (dicembre 1994 – marzo 1995)[40][41]
- Haute Couture (dicembre 1995 – marzo 1996)[42]
- Christian Dior (dicembre 1996 – marzo 1997)[43][44]
- Gianni Versace (dicembre 1997 – marzo 1998)[45][46][47]
- Cubism and Fashion (10 dicembre 1998 – 14 marzo 1999)[48]
- Rock Style (9 dicembre 1999 – 19 marzo 2000)[49]
- No costume exhibition presented[50]
- Jacqueline Kennedy: The White House Years (1 maggio – 29 luglio 2001)[51]
- No costume exhibition gala presented
- Goddess: The Classical Mode (1 maggio – 3 agosto 2003)[52]
- Dangerous Liaisons: Fashion and Furniture in the 18th Century (April 2?, –August 8, 2004)[53]
- The House of Chanel (5 maggio – 7 agosto 2005)[54]
- Rara Avis: Selections from the Iris Barrel Apfel Collection (13 settembre 2005 – 22 gennaio 2006)[55]
- AngloMania: Tradition and Transgression in British Fashion (3 maggio – 6 settembre 2006)[56]
- Poiret: King of Fashion (9 maggio – 5 agosto 2007)[57][58]
- Superheroes: Fashion and Fantasy (7 maggio – 1 settembre 2008)[59][60]
- The Model As Muse: Embodying Fashion (6 maggio – 9 agosto 2009)[61][62][63]
- American Woman: Fashioning a National Identity (5 maggio – 10 agosto 2010)[64][65][66]
- Alexander McQueen: Savage Beauty (4 maggio – 7 agosto 2011)[67][68][69]
- Schiaparelli and Prada: Impossible Conversations (10 maggio – 19 agosto 2012)[70]
- Punk: Chaos to Couture (9 maggio – 14 agosto 2013)[71][72]
- Charles James: Beyond Fashion (8 maggio – 10 agosto 2014)[73][74][75]
- Death Becomes Her: A Century of Mourning Attire (21 ottobre 2014 - 1 febbraio 2015)[76]
- China: Through the Looking Glass (7 maggio – 7 settembre 2015)[77]
- Jacqueline de Ribes: The Art of Style (19 novembre 2015 - 21 febbraio 2016)[78]
- Manus x Machina: Fashion In An Age Of Technology (5 maggio - 5 settembre 2016)[79]
- Masterworks: Unpacking Fashion (18 novembre 2016 - 5 febbraio 2017)[80]
- Rei Kawakubo/Comme des Garçons: Art of the In-Between (4 maggio - 4 settembre 2017)[81]
- Heavenly Bodies: Fashion and the Catholic Imagination (10 maggio - 8 ottobre 2018)[82]
- Camp: Notes on Fashion (8 maggio - 9 settembre 2019)
- About Time: Fashion and Duration

China: Through the Looking Glass è la mostra più visitata nella storia del Centro con 815.992 visitatori (la quinta più visitata nella storia del Museo). Alexander McQueen: Savage Beauty è il secondo più visitato con 661.509 visitatori (il nono più visitato nella storia del museo)